# دردنا (غلزار بردسير)
دردنا (بالفارسية: دردنا) هي قرية تقع في إيران في البلدة المركزية.